# Conrack
Conrack (titlul original: în engleză Conrack) este un film dramatic american, realizat în 1974 de regizorul Martin Ritt, romanul autobiografic The Water Is Wide al scriitorului Pat Conroy, protagoniști fiind actorii Jon Voight, Paul Winfield, Hume Cronyn și Madge Sinclair.

## Rezumat
Spre sfârșitul anilor 1960, Pat Conroy este un tânăr profesor de pe insula Yamacraw aflată pe coasta Carolinei de Sud, într-o școală situată într-un cartier populat în principal de familii sărace de culoare. El află că atât copiii, cât și adulții au fost izolați de restul lumii și vorbesc un dialect numit gullah, „Conrack” fiind singurul mod de a-i pronunța greșit numele de familie (de unde provine și titlul).
Conroy încearcă să-i învețe despre lumea exterioară, dar intră în conflict atât cu directoarea, cât și cu domnul Skeffington, superintendentul. El îi învață cum să se spele pe dinți, cine a fost Babe Ruth, și îi pune pe copii să asculte muzică, inclusiv Zborul cărăbușului și Simfonia a cincea a lui Beethoven...

## Distribuție
- Jon Voight – Pat Conroy
- Paul Winfield – „Mad Billy”
- Madge Sinclair – dna. Scott
- Tina Andrews – Mary
- Antonio Fargas – Quickfellow
- Ruth Attaway – Edna
- James O'Rear – mesagerul
- Hume Cronyn – dl. Skeffington
- Gracia Lee – dna. Sellers
- C.P. MacDonald – dl. Ryder
- Jane Moreland – dna. Webster
- Thomas Horton – judecătorul
- Nancy Butler – dna. Ryder
- Robert W. Page – dl. Spaulding
- Mac Arthur Nelson – Mac
- Kathy Turner – Kathy

## Premii și nominalizări
- 1976 – British Academy of Film and Television Arts
  - Premiul BAFTA United Nations Award